# Indianske delegater i Frankrig, 1725
De indianske delegater i Frankrig i 1725 var fire høvdinge fra Missouri og Illinois, der repræsenterede dels otoe -, missouria - og osage stammen samt illinois konføderationen.:86  Stammerne støttede allerede Ny Frankrig i Nordamerika,:9  men India Company i Paris havde inviteret høvdingene over Atlanten for ikke at tabe pelshandelen med dem til det konkurrerende Nyspanien.:387  Illinois konføderationens formål med at sende folk til Paris var at prøve at anspore franskmændene til et fælles fremstød mod fox stammen i Wisconsin,:16  der bekrigede illinois konføderationen og som tidligere havde angrebet franske soldater ved f.eks. Fort de Chartres i Illinois.:386 
Under opholdet mødte delegaterne bl.a. kong Ludvig den 15.,:387  og de fik guidede ture til flere seværdigheder. De modtog et væld af flotte gaver; de fleste til ingen nytte for dem tilbage i den nordamerikanske vildmark.:387 

## Lidt forhistorie
Franskmændene gjorde overordnet krav på Louisiana i 1682, hvor bl.a. osagerne, missouriaerne, otoerne og dele af illinois konføderationens byer, opdyrkede jorder og jagtmarker lå.:86 
Missouriaerne og de andre stammer havde handlet med franskmændene fra før starten af 1700-tallet.:55  I 1712 stoppede stammerne med magt fox, mascouten og kickapoo stammernes belejring af det franske Fort Pontchartrain ved Detroit i Michigan 800 kilometer borte, og de beviste derved deres loyalitet overfor Frankrig.:96  En fredsaftale var kommet i stand mellem Frankrig og foxerne i Quebec i 1724, men pagten omfattede ingen indfødte nationer, der forblev mål for fjendtlige krigere.:386 
Compagnie du Mississippi (Company of Mississippi) gik under navnet India Company eller French East-India-Company i daglig tale. Handelsforetagenet havde opnået kongelig ret til at drive handel med stammerne langs Mississippi River i 1717. Initiativtageren var skotten John Law, der også fungerede som kompagniets leder.:3 

## Turen til Frankrig

### Deltagerne
Oprindeligt skulle 22 indianske delegater:386  have sejlet mod Frankrig fra Dauphin Island ud for Mobile, Alabama; men kun fem vovede turen over Atlanten efter at have set deres skib, Bellone, synke i havnen med alle deres ting. (Nogle angiver franske sparehensyn som grunden til pludseligt at skære ned på antallet af delegater).:387 
Det nye skib, Gironde, stod ud i juni.:386 
Om bord var den kristne michigamea byhøvding Chicagou fra illinois konføderationen:391  samt fire stamme-repræsentanter: Missouriaen Mensperé, osagen Boganienhin, otoen Aguiguida:390  og endelig en unavngivet høvding, der døde på overfarten.:387  Desuden var jesuit-præsten Nicholas Ignace Beaubois med og også handelskompagniets udstationerede og yderst erfarne mand, Etienne Veniard de Bourgmont.:386  Han ville tolke for både de indfødte amerikanere og franskmændene under opholdet i Frankrig.:390  Kvinden Ignon Ouaconisen blev omtalt som datter af en missouria høvding, men også som enten Bourgmonts blandetblods-datter eller hans indfødte elskerinde.:390  En indiansk slave, Pilate, var den sidste i selskabet.:390 

### I Frankrig
Skibet nåede i havn den 20. september.
En uge senere besøgte de tre stammeoverhoveder India Company kun iklædt et lændeklæde, bemalet på kroppen og med en fjerprydelse af en slags på hovedet. Gruppens talsmand bar en ceremoni-pibe, og i sin tale priste han Frankrigs herligheder med både ord og energiske fagter.:390  Næste dag aflagde byhøvding Chicagou kompagniet et besøg efter at have været syg.:391 
Den følgende tid tog værterne deres gæster rundt i Paris og omegn for at indgyde dem respekt for Frankrigs formåen og styrke. I Hôtel de Invalides imponerede køkkenets fødevare-lager samt dets store stegespid og kogekar af kobber dem.:391  Delegaterne nød begejstret en tur i Operaen, før de over midten af oktober blev vist rundt i Versailles og Marly. De ønskede bl.a. at få forklaret, hvordan springvandene i haven virkede.:392 
Under et nyt møde med India Company i november beskrev Chigacou sig selv som en søn og ven af Frankrig. Han understregede, hvordan hans folk altid havde stået på god fod med franskmændene og også afstået land til dem. Det var i orden; men han frabad sig de franskmænd, der stadig bare kom og bosatte sig i hans by langt fra alting. Han bad Frankrig respektere hans ønske om at beholde resten af de områder, hvor hans folk havde lagt deres hjerter. Efter talen modtog hver af høvdingene og også Ignon Ouaconisen et komplet sæt fine, franske klæder.:394  En talsmand for stammehøvdingene priste ligeledes vidunderne, de havde set på deres ture. Han rundede sin tale af med en bøn til franskmændene om at tage hensyn til deres folk.:395 

### Delegaterne møder kong Ludvig d. 15.
Den 24. november blev delegaterne præsenteret for nogle af Frankrigs fineste familier i Fontainebleau.:396 
Den næste dag mødte de den 15 årige kong Ludvig den 15. i overværelse af hele hoffet.:398  De var iført deres eget tøj og pyntet som deres skikke bød. Jesuitpræsten Beaubois indledte mødet,:399  hvorpå han læste et brev op for kongen, som kaskaskia høvding Mamantouensa fra illinois konføderationen havde dikteret til ham et år tidligere. Høvdingen bad bl.a. om ikke at skulle afstå mere land. Han opfordrede til sidst kongen til at blive en endnu større konge end hans forgængere.
Chicagou fremhævede, at han havde ligget syg under turen og været væk fra sin familie meget længe, men at han intet fortrød, når han nu stod ansigt til ansigt med magtens tinde. Hvis kongen ville følge hans opfordring til at bekrige deres fælles fjende, foxerne, ville han personligt lede felttoget:400  og lære de franske soldater at skalpere en falden modstander.:401 
Stammehøvdinges talsmand bad værtsnationen om at tage hensyn til dem, da de forstod, at deres folks skæbne lå i de storhjertede franskmænds hænder. Høvdinge beviste deres loyalitet og respekt for Frankrig og kongen ved at lægge deres højt beundrede fjerprydelser ved hans fødder tillige med deres krigskøller, buer og andre genstande. Kongen anerkendte deres gestus ved at udspørge Beaubois og Bourgmont om gæsternes skikke, dagligliv og tro i over en time.:401 
To dage senere underholdt kongen sine gæster med en harejagt.:402 

### De sidste møder
Den 28. november mødte delegaterne atter India Companys øverste leder. Her fik de forskellige gaver doneret af kong Ludvig. Mest nyttig var en riffel og en jagttaske; men de bar desuden på et sværd, en kongelig medaljon, et ur samt et maleri af deres møde med regenten, da de forlod bygningen.:402 
Chicagou holdt så meget af en anden gave, en æske til snustobak med et låg af sort skildpaddeskjold fra hertuginden af Orleans, at han ikke ville sælge den for nogen pris efter sin hjemkomst.:402 
Ignon Ouaconisen var katolik, og på et tidspunkt under opholdet i Paris lod hun sig døbe i Notre Dame.:141 

### Hjemme igen
Det er uvist, hvornår delegaterne blev genforenet med deres familier, men hjemme igen måtte de se sig latterliggjort af deres folk. Ingen troede på deres beskrivelser af seværdighederne i Frankrig. Da Chicagou fortalte, at gaderne i Paris var lige så fulde af folk, som Illinois’ skove af moskitoer, kunne det kun være løgn.:387  Over 25 år senere huskede han stadig små, uvante ting fra turen som hofdamernes højtopsatte hår og deres sko med høje hæle.:143 
En anden delegat fortalte officeren Jean-Bernard Bossu, der opholdt sig i Nordamerika fra 1751 til 1762, at han navnlig havde glædet sig over en tur i Rue de Boucheries med slagterierne på grund af overfloden af kød. Han havde også hørt sit folk gøre nar af hans rejseskildringer. Da Bossu mødte den aldrende mand, var han tilbøjelig til at tro, at franskmændene virkelig havde forhekset hans øjne og fået ham til at se ting, der ikke fandtes.:142 
Ignon Ouaconisen giftede sig med en fransk sergent, Dubios. Efter hans død tog hun en franskmand af højere rang til ægte, en kaptajn Marin, og sammen fik de en datter.:141 

### Fortsat støtte til Frankrig
Om det skyldtes besøget i Frankrig i 1725 eller om andre faktorer også gjorde sig gældende, så vedblev illinois konføderation og de øvrige stammer at stå sammen med franskmændene i disses kampe mod både indianske fjender og andre kolonimagter i Nordamerika indtil Ny Frankrigs fald.:17 